# Ingo Appelt
Ingo Appelt (Innsbruck, 11 december 1961) is een voormalig Oostenrijks bobsleepiloot. Appelt won zowel in het seizoen 1987-1988 als in 1988-1989 het wereldbekerklassement voor de viermansbob.
Appelt nam tweemaal deel aan de Olympische Winterspelen. Tijdens de spelen van 1992 viel Appelt in de tweemansbob met een vierde plaats net buiten de medailles, één week later veroverde hij de gouden medaille in de viermansbob. 
Na zijn sportcarrière ging Appelt werken in de juwelierswinkel van zijn vader. Van 1994 tot 2003 was hij ook afgevaardigde voor de Tiroler Landtag, waarmee hij politicus voor de FPÖ was. 

## Resultaten
- Olympische Winterspelen 1988 in Calgary 5e in de tweemansbob
- Olympische Winterspelen 1988 in Calgary 7e in de viermansbob
- Wereldkampioenschappen bobsleeën 1990 in Sankt Moritz  in de viermansbob
- Olympische Winterspelen 1992 in Albertville 4e in de tweemansbob
- Olympische Winterspelen 1992 in Albertville  in de viermansbob

1924: Scherrer / Neveu / A.Schläppi / H.Schläppi ·
1928: Fiske / Tucker / Mason / Gray / Parke ·
1932: Fiske / Eagan / Gray / O'Brien ·
1936: Musy / Gartmann / Bouvier / Beerli ·
1948: Tyler / Martin / Rimkus / D'Amico ·
1952: Ostler / Kuhn / Nieberl / Kemser ·
1956: Kapus / Diener / Alt / Angst ·
1964: V.Emery / Kirby / Anakin / J.Emery ·
1968: Monti / De Paolis / Zandonella / Armano ·
1972: Wicki / Leutenegger / Camichel / Hubacher ·
1976: Nehmer / Babock / Germeshausen / Lehmann ·
1980: Nehmer / Musiol / Germeshausen / Gerhardt ·
1984: Hoppe / Wetzig / Schauerhammer / Kirchner ·
1988: Fasser / Meier / Fässler / Stocker ·
1992: Appelt / Schroll / Winkler / Haidacher ·
1994: Czudaj / Brannasch / Hampel / Szelig ·
1998: Langen / Zimmermann / Jakobs / Hampel ·
2002: Lange / Kühn / Kuske / Embach ·
2006: Lange / Hoppe / Kuske / Putze ·
2010: Holcomb / Mesler / Tomasevicz / Olsen ·
2014: Melbārdis / Dreiškens / Vilkaste / Strenga  ·
2018: Friedrich / Bauer / Grothkopp / Margis   ·
2022: Friedrich / Margis / Bauer / Schüller